# Danuta Halladin
Danuta Halladin-Stawicka (ur. 24 października 1930 w Płocku, zm. 29 maja 1987 w Warszawie) – polska reżyserka i scenarzystka filmów dokumentalnych.

## Życiorys
Studiowała w Państwowej Wyższej Szkole Teatralnej i Filmowej w Łodzi, w tym okresie zrealizowała dwie szkolne etiudy dokumentalne. W 1952 powstała pierwsza o noworodkach-wcześniakach zatytułowana "Dzieci przywrócone życiu", a dwa lata później "Biały węgiel". W 1955 otrzymała dyplom ukończenia studiów i podjęła pracę jako asystentka Andrzeja Wajdy, który realizował wówczas film o twórczości Xawerego Dunikowskiego pt. "Idę do słońca". Następnie pracowała w Wytwórni Filmów Oświatowych w Łodzi, a w 1957 po przeprowadzce do Warszawy w Wytwórni Filmów Dokumentalnych i Fabularnych, z którą była związana aż do śmierci w 1987. Jej sposób tworzenia filmów jest nazywany szkołą Karabasza.
Miejscem spoczynku jest Cmentarz ewangelicko-augsburski w Warszawie (kw. A60, rząd 1, grób 63).

## Filmografia
- "Dzieci przywrócone życiu" (etiuda szkolna) /1952/;
- "Biały węgiel" (etiuda szkolna) /1954/;
- "Sami na świecie" /1958/;
- "I klasa" /1960/, film nagrodzony na Międzynarodowym Festiwalu Filmów Dokumentalnych i Krótkometrażowych w Mannheim w 1960 - Nagroda Międzynarodowej Federacji Klubów Filmowych (FICC);
- "Płock 1960" /1960/;
- "Wieża malowana /1962/;
- "Nieobecni" /1963/;
- "U Róży od 6-tej do 11-tej" /1963/;
- "Dwie Naprawy /1964/;
- "Moja ulica /1965/, film nagrodzony na Ogólnopolskim Festiwalu Filmów Krótkometrażowych w Krakowie w 1965 - Złoty Lajkonik, Międzynarodowym Festiwalu Filmów Krótkometrażowych w Tours - nagroda, Konkursie Filmów Turystycznych w Warszawie w 1966 - dyplom honorowy;
- "Wieś nad Bugiem" /1965/;
- "Siarka /1966/;
- "Treflowy dzień" /1966/ (współpraca Krystyna Gryczełowska);
- "Junacy" /1967/;
- "Było wesele...." /1968/, film nagrodzony w Konkursie Filmów Turystycznych w Warszawie w 1969 - dyplom honorowy, Muzealnym Przeglądzie Filmów w Kielcach w 1971 - V nagroda;
- "Pierwszy biało-czerwony" /1969/;
- "Młodzi z Brzózy" /1970/;
- "Obóz na Przemysłowej" /1970/;
- "Maturzyści" /1971/;
- "Rodzina" /1971/;
- "Lubię kolor czerwony... zielony... żółty" /1972/;
- "Ojcowie miasta" /1972/, film nagrodzony na Ogólnopolskim Festiwalu Filmów Krótkometrażowych w Krakowie w 1972 - Srebrny Lajkonik;
- "Wejść między ludzi" /1973/;
- "Zaczynali...." /1974/;
- "Próg" /1975/;
- "Z marszu...." /1976/;
- "Koszalin" /1977/;
- "Do życiorysu miasta" /1978/;
- "Rekonstrukcja" /1978/;
- "Dni Wrocławia" /1979/;
- "Inaczej" /1979/;
- "Zmienna ogniskowa" /1980/;
- "Rynek" /1982/;
- "Karczewice /1983/;
- "Łódzki życiorys" /1984/ (współpraca Lidia Zonn);
- "Były tam...." /1985/;
- "Odchodzące ślady - Wrocław 1945" /1987/;
- "Skąd - dokąd. Kilka rozmów w fabryce" /1987/.